# Hnífsdalur
Hnífsdalur – miejscowość w północno-zachodniej części Islandii, nad fiordem Ísafjarðardjúp, u wylotu doliny o tej samej nazwie między dwoma szczytami sięgającymi 725 m n.p.m. Położona jest około 4 km na północ od Ísafjörður, przy drodze nr 61 prowadzącej z Ísafjörður do Bolungarvík. Wchodzi w skład gminy Ísafjarðarbær (region Vestfirðir). Na początku 2018 roku zamieszkiwało ją 208 osób.